# سوفان تونگسانگ
سوفان تونگسانگ (تایلندی: สุพรรณ ทองสงค์؛ زادهٔ ۲۶ اوت ۱۹۹۴) بازیکن فوتبال اهل تایلند است.
از باشگاه‌هایی که در آن بازی کرده‌است می‌توان به باشگاه فوتبال موانگتونگ یونایتد و باشگاه فوتبال ساموت سونگخرام اشاره کرد.
وی همچنین در تیم‌های ملی فوتبال تیم ملی فوتبال تایلند و Thailand U23 بازی کرده‌است.